# Dysphania centralis
Dysphania centralis är en fjärilsart som beskrevs av Rothschild 1901. Dysphania centralis ingår i släktet Dysphania och familjen mätare. Inga underarter finns listade i Catalogue of Life.